# Néstor Gorosito
Néstor Gorosito (n. 14 mai 1964, San Fernando⁠(d), Buenos Aires, Argentina) este un fost fotbalist argentinian.
Între 1989 și 1997, Gorosito a jucat 19 meciuri pentru echipa națională a Argentinei.

## Statistici
| Argentina | Argentina | Argentina |
| An        | Meciuri   | Goluri    |
| --------- | --------- | --------- |
| 1989      | 5         | 0         |
| 1990      | 2         | 0         |
| 1991      | 0         | 0         |
| 1992      | 2         | 0         |
| 1993      | 8         | 0         |
| 1994      | 0         | 0         |
| 1995      | 0         | 0         |
| 1996      | 0         | 0         |
| 1997      | 2         | 1         |
| Total     | 19        | 1         |